# Teatro d'ira: Vol. I
Teatro d'ira: Vol. I — другий студійний альбом італійського гурту Måneskin, представлений 19 березня 2021 року під лейблами RSA і Sony. Ця платівка містить сингли «Vent'anni» та переможця конкурсів Sanremo Music Festival та Євробачення — пісню «Zitti e buoni», а також пісні «I Wanna Be Your Slave» та «Coraline».
Після перемоги Måneskin на пісенному конкурсі Євробачення у 2021 році з піснею «Zitti e buoni» альбом почав з'являтися в щотижневих чартах по всій Європі. Він досяг першого місця в італійському чарті альбомів і отримав п'ятикратну платинову сертифікацію від FIMI. Також він досяг першого місця в фінському, литовському та шведському чартах і потрапив до топ-десятки чартів ще в чотирнадцяти інших країнах.

## Список пісень
Автор музики і слів Дам'яно Давід, Вікторія де Анджеліс, Томас Раджі і Ітан Торчіо. 
| Teatro d'ira: Vol. I track listing | Teatro d'ira: Vol. I track listing | Teatro d'ira: Vol. I track listing |
| #                                  | Назва                              | Тривалість                         |
| ---------------------------------- | ---------------------------------- | ---------------------------------- |
| 1.                                 | «Zitti e buoni»                    | 3:14                               |
| 2.                                 | «Coraline»                         | 5:00                               |
| 3.                                 | «Lividi sui gomiti»                | 2:45                               |
| 4.                                 | «I Wanna Be Your Slave»            | 2:53                               |
| 5.                                 | «In nome del padre»                | 3:39                               |
| 6.                                 | «For Your Love»                    | 3:50                               |
| 7.                                 | «La paura del buio»                | 3:29                               |
| 8.                                 | «Vent'anni»                        | 4:13                               |
| 29:03                              |                                    |                                    |

| Додаткова пісня японського видання | Додаткова пісня японського видання        | Додаткова пісня японського видання |
| #                                  | Назва                                     | Тривалість                         |
| ---------------------------------- | ----------------------------------------- | ---------------------------------- |
| 9.                                 | «I Wanna Be Your Slave» (за уч. Iggy Pop) | 2:53                               |
| 31:56                              |                                           |                                    |

| Додаткові пісні спеціального японського видання | Додаткові пісні спеціального японського видання     | Додаткові пісні спеціального японського видання |
| #                                               | Назва                                               | Тривалість                                      |
| ----------------------------------------------- | --------------------------------------------------- | ----------------------------------------------- |
| 9.                                              | «I Wanna Be Your Slave» (за уч. Iggy Pop)           | 2:53                                            |
| 10.                                             | «For Your Love» (наживо у Roxy Los Theatre)         | 4:24                                            |
| 11.                                             | «I Wanna Be Your Slave» (наживо у Roxy Los Theatre) | 5:22                                            |
| 12.                                             | «Mammamia» (наживо у Roxy Los Theatre)              | 3:05                                            |
| 13.                                             | «Beggin'» (наживо у Roxy Los Angeles)               | 3:17                                            |
| 52:04                                           |                                                     |                                                 |

## Учасники запису
Måneskin
- Дам'яно Давід — вокал, гітара
- Вікторія де Анджеліс — бас-гітара
- Томас Раджі — гітара
- Ітан Торчіо — ударні

Виробництво та дизайн
- Måneskin — продюсування
- Фабріціо Феррагуццо — продюсування
- Енріко ла Фальче — запис, інженерія, мастеринг
- Лука Пеллегріні — запис
- Енріко Брун — додаткове продюсування
- Коррадо «Mecna» Гріллі — графічний дизайн
- Габріеле Джузані — фотографія

## Чарти
| Чарт (2021—2023)                             | Найвища позиція |
| -------------------------------------------- | --------------- |
| Австрія Austrian Albums (Ö3 Austria)         | 5               |
| Бельгія Belgian Albums (Ultratop Flanders)   | 3               |
| Бельгія Belgian Albums (Ultratop Wallonia)   | 3               |
| Canadian Albums (Billboard)                  | 62              |
| Чехія Czech Albums (ČNS IFPI)                | 3               |
| Данія Danish Albums (Hitlisten)              | 4               |
| Нідерланди Dutch Albums (MegaCharts)         | 2               |
| Finnish Albums (Suomen virallinen lista)     | 1               |
| Франція French Albums (SNEP)                 | 25              |
| Німеччина German Albums (Offizielle Top 100) | 11              |
| Greek Albums (IFPI)                          | 7               |
| Угорщина Hungarian Albums (MAHASZ)           | 39              |
| Icelandic Albums (Plötutíðindi)              | 2               |
| Ірландія Irish Albums (OCC)                  | 29              |
| Італія Italian Albums (FIMI)                 | 1               |
| Японія Japanese Albums (Oricon)              | 49              |
| Japanese Hot Albums (Billboard Japan)        | 48              |
| Japanese Rock Albums (Oricon)                | 9               |
| Lithuanian Albums (AGATA)                    | 1               |
| Норвегія Norwegian Albums (VG-lista)         | 2               |
| Польща Polish Albums (ZPAV)                  | 4               |
| Португалія Portuguese Albums (AFP)           | 6               |
| Шотландія Scottish Albums (OCC)              | 24              |
| Slovak Albums (ČNS IFPI)                     | 3               |
| Іспанія Spanish Albums (PROMUSICAE)          | 8               |
| Швеція Swedish Albums (Sverigetopplistan)    | 1               |
| Швейцарія Swiss Albums (Schweizer Hitparade) | 5               |
| Велика Британія UK Albums (OCC)              | 49              |
| Велика Британія UK Rock & Metal Albums (OCC) | 1               |
| US Hard Rock Albums (Billboard)              | 19              |
| US Heatseekers Albums (Billboard)            | 4               |
| US World Albums (Billboard)                  | 7               |

| Чарт (2021)                        | Позиція |
| ---------------------------------- | ------- |
| Austrian Albums (Ö3 Austria)       | 21      |
| Belgian Albums (Ultratop Flanders) | 20      |
| Belgian Albums (Ultratop Wallonia) | 70      |
| Danish Albums (Hitlisten)          | 50      |
| Dutch Albums (Album Top 100)       | 14      |
| French Albums (SNEP)               | 182     |
| Italian Albums (FIMI)              | 3       |
| Norwegian Albums (VG-lista)        | 11      |
| Polish Albums (ZPAV)               | 23      |
| Portuguese Albums (AFP)            | 89      |
| Spanish Albums (PROMUSICAE)        | 52      |
| Swedish Albums (Sverigetopplistan) | 10      |
| Swiss Albums (Schweizer Hitparade) | 32      |

| Чарт (2022)                        | Позиція |
| ---------------------------------- | ------- |
| Belgian Albums (Ultratop Flanders) | 73      |
| Belgian Albums (Ultratop Wallonia) | 112     |
| Italian Albums (FIMI)              | 14      |
| Lithuanian Albums (AGATA)          | 5       |
| Portuguese Albums (AFP)            | 77      |
| Spanish Albums (PROMUSICAE)        | 84      |

## Сертифікації
| Регіон | Сертифікація  | Продажі |
| --- | ------------- | ------- |
| Данія (IFPI Denmark)                                                                                       | Золотий       | 10 000  |
| Франція (SNEP)                                                                                             | Золотий       | 50 000  |
| Італія (FIMI)                                                                                              | 5× Платиновий | 250 000 |
| Нідерланди (NVPI)                                                                                          | Золотий       | 20 000  |
| Норвегія (IFPI Norway)                                                                                     | Платиновий    | 20 000* |
| Польща (ZPAV)                                                                                              | Золотий       | 10 000  |
| *продажі, що базуються лише на сертифікаціях · продажі+прослуховування, що базуються лише на сертифікаціях |               |         |

## Історія випуску
| Країна | Дата            | Формат(и)                                  | Лейбл    | Ref.   |
| ------ | --------------- | ------------------------------------------ | -------- | ------ |
| Світ   | 19 березня 2021 | Цифрове завантаження, потокове мультимедіа | Sony RCA |        |
| Європа | 19 березня 2021 | CD                                         | Sony RCA | [ 61 ] |
| Італія | 19 березня 2021 | LP                                         | Sony RCA | [ 62 ] |
| Італія | 16 квітня 2021  | LP                                         | Sony RCA | [ 63 ] |
| Японія | 13 жовтня 2021  | CD (Японське видання)                      | Sony RCA | [ 64 ] |